# Прекогниция

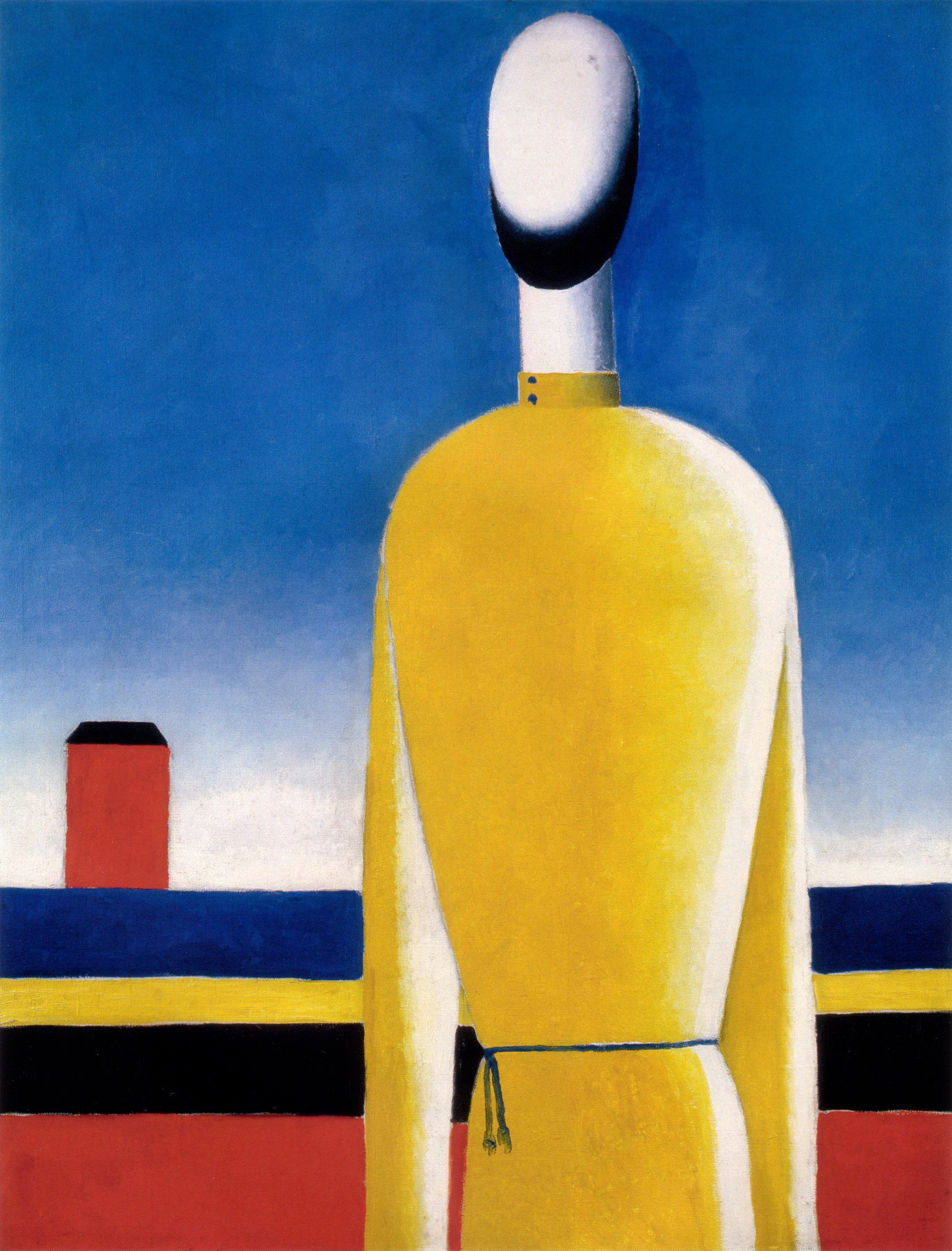
Казимир Малевич. Сложное предчувствие (Полуфигура в жёлтой рубашке). Между 1928 и 1932

Прекогни́ция (лат. praecognitio, из prae- — пред- и cognitio — представление, знание; то же, что проскопи́я) — форма экстрасенсорного восприятия; гипотетическая паранормальная способность получать знание о будущих событиях (прекогнитивное ясновидение) или будущих мыслях другого лица (прекогнитивная телепатия), не тождественная способности к логическим выводам и предсказаниям на основе актуального знания.
Парапсихологические объяснения феномена прекогниции, не выводимого из известных законов природы теоретически и не подтверждаемого экспериментально, отвергаются академическим научным сообществом как не отвечающие критерию фальсифицируемости Поппера. Распространённость веры в существование прекогниции традиционно объясняется влиянием предубеждений и предрассудков, воздействующих на природу памяти и способность к суждению о вероятности тех или иных событий.